# 流内官
流内官是中国古代追随九品中正制度所发展出来的一种官制制度，原来指朝廷中央分封的官员，最早被称为“内命”；与之对应的则为“外命”，指地方诸侯、州县分封的官员。后来于北魏、北齐时期正式被引为官制，以九品中六品以上官都称为「流内官」，而七品以下则被称为「流外官」。在梁朝时梁武帝对官制进行了进一步改革，流内六品被重新划分，成为新的流内官制，分为九品十八班。而在北朝魏孝文帝太和十七年，沿袭崔浩旧政，改革出隋唐时期九品官制的大体基础，在太和二十二年做了进一步改变，将原来的九品五十四阶官制改为九品三十六阶，又取其中三十阶形成新的流内九品官。南北朝双方的相似分官制度被隋代吸取，在隋末时逐渐成熟，改正式名称为“流内官”，与“流外官”所对应。而后唐代沿袭隋代官制，依旧留有流内、外官之分，当时铨选流内官流程与流外官大抵一致，规定以四善二十七最为标准。

## 沿革

### 隋代
隋代繼承過去數代的經驗，在最早区分出了流内官，多为中央至地方各个机构由朝廷正式任命的主官。下表为开皇中年流内官官制：
| 品阶     | 官职 | 勋/爵                        | 品阶     | 官职 |
| -------- | --- | ---------------------------- | -------- | --- |
| 正一品   | 太师、太傅、太保 太尉、司徒、司空 | 亲王                         | 视正一品 | 无 |
| 从一品   | 上柱国 | 郡王、国公 开国郡公 开国县公 | 视从一品 | 无 |
| 正二品   | 太子太师、太子太傅、太子太保 柱国、特进、尚书令、左右光禄大夫 | 开国侯                       | 视正二品 | 行台尚书令 |
| 从二品   | 上大将军、尚书左右仆射、雍州牧、金紫光禄大夫 | 无                           | 视从二品 | 上总管、行台尚书仆射 |
| 正三品   | 太子少师、太子少傅、太子少保 大将军、纳言、内史令 左右卫大将军、左右武卫大将军、左右武候大将军、领左右大将军 吏部尚书、礼部尚书、兵部尚书、都官尚书、度支尚书、工部尚书 太常卿、光禄卿、卫尉卿 宗正卿、太仆卿、大理卿、鸿胪卿、司农卿、太府卿 上州刺史、京兆尹、秘书监、银青光禄大夫 | 开国伯                       | 视正三品 | 中总管、行台诸曹尚书 |
| 从三品   | 上开府仪同三司、散骑常侍、御史大夫 国子祭酒、亲王师、朝议大夫 左右卫将军、左右武卫将军、左右武候将军 领左右将军、左右监门将军 将作大匠、中州刺史 | 无                           | 视从三品 | 下总管 |
| 正四品上 | 骠骑将军、开府仪同三司、尚书吏部侍郎、给事黄门侍郎 太子左右卫率、太子左右宗卫率、太子左右内率、太子左庶子 太常少卿、光禄少卿、卫尉少卿 宗正少卿、太仆少卿、大理少卿、鸿胪少卿、司农少卿、太府少卿 下州刺史 | 无                           | 视正四品 | 无 |
| 正四品下 | 内史侍郎、太子右庶子、通直散骑常侍、左右监门郎将、朝散大夫 | 开国子                       | 视正四品 | 无 |
| 从四品上 | 上仪同三司、尚书左丞、内侍、亲王府长史 太子左右卫副率、太子左右宗卫副率 太子左右内副率、太子左右监门率 太子家令、太子率更令、太子仆 上郡太守、雍州别驾、城门校尉 | 无                           | 视从四品 | 行台尚书左右丞 |
| 从四品下 | 尚书右丞、上镇将、雍州赞治、直閤将军、亲王府司马、谏议大夫 | 无                           | 视从四品 | 行台尚书左右丞 |
| 正五品上 | 车骑将军、仪同三司、内常侍 秘书丞、国子博士、散骑侍郎 太子内舍人、太子左右监门副率 员外散骑常侍、上州长史、亲王府谘议参军 | 开国男                       | 视正五品 | 无 |
| 正五品下 | 尚食典御、尚药典御、上州司马 | 无                           | 视正五品 | 无 |
| 从五品上 | 通直散骑侍郎、直寝、太子洗马 中郡太守、中州长史、著作郎 | 奉车都尉                     | 视从五品 | 同州总监、陇右牧总监 |
| 从五品下 | 都水使者、治书侍御史、大理司直、直斋 大兴、长安令、京兆郡丞 太子直閤、亲王友、员外散骑侍郎 中州司马、中镇将、上镇副、内给事 | 驸马都尉                     | 视从五品 | 同州总监、陇右牧总监 |
| 正六品上 | 翊军将军、翊师将军 尚书诸曹侍郎、内史舍人、大都督、亲王府掾属 下郡太守、下州长史 | 无                           | 视正六品 | 行台诸曹侍郎 |
| 正六品下 | 征东将军、征南将军、征西将军、征北将军 内军将军、镇军将军、抚军将军 大理正、监、评 千牛备身左右、左右监门校尉 内尚食典御、御府监、符玺监、殿内监、太子内直监 下州司马、下镇将、中镇副 | 无                           | 视正六品 | 行台诸曹侍郎 |
| 从六品上 | 平东将军、平西将军、平南将军、平北将军 前军将军、后军将军、左军将军、右军将军 太子直寝、太子门大夫给事、亲王文学、亲王府主簿、亲王府录事参军 通事舍人、帅都督、左右领军府长史、上县令 | 无                           | 视从六品 | 上柱国、嗣王、郡王、柱国府长史、司马 上柱国、嗣王、郡王、柱国府谘议参军 盐池总监、同州总副监、陇右牧总副监 王、二王后国令 |
| 从六品下 | 冠军将军、辅国将军 太子舍人、直后、三寺丞 亲王府功曹、记室、仓户曹等参军 城门直长、太子直斋、太子副直监、太子典内、左右领军府司马、下镇副 | 无                           | 视从六品 | 上柱国、嗣王、郡王、柱国府长史、司马 上柱国、嗣王、郡王、柱国府谘议参军 盐池总监、同州总副监、陇右牧总副监 王、二王后国令 |
| 正七品上 | 镇远将军、安远将军、员外散骑侍郎、御医 左右卫府长史、左右武卫府长史、左右武候府长史、领左右府长史 亲卫、亲王府诸曹参军事 | 示例                         | 视正七品 | 上大将军、大将军府长史、司马 上柱国、嗣王、郡王、柱国府掾属 嗣王文学、公国令 王、二王后大农尉、典卫 |
| 正七品下 | 建威将军、寧朔將軍、六寺丞、秘书郎、著作佐郎、都督、上戍主 太子千牛备身、太子备身左右尚食直长、尚药直长、左右监门直长 左右卫府司马、左右武卫府司马、领左右府司马、左右武候府司马 太子典膳监、太子药藏监、太子斋帅、太子通事舍人 | 无                           | 视正七品 | 上大将军、大将军府长史、司马 上柱国、嗣王、郡王、柱国府掾属 嗣王文学、公国令 王、二王后大农尉、典卫 |
| 从七品上 | 宁远将军、振威将军、左右监门府长史、左右领军府掾属、将作丞 太子左右卫率府长史、太子左右宗卫率府长史 太子左右虞候府长史、太子左右内率府长史 太子亲卫、勋卫、亲王府参军事 符玺直长、御府直长、殿内直长 亲王府东西閤祭酒、中县令、上郡丞、上州录事参军、上镇长史 | 无                           | 视从七品 | 上开府、开府长史、司马 上大将军、大将军府掾属 上柱国、嗣王、郡王、柱国府诸曹参军事 盐池总副监、盐州牧监、诸屯监 国子学生、侯伯国令 公国大农尉、典卫、雍州萨保 |
| 从七品下 | 伏波将军、轻车将军、武骑常侍、奉朝请 太学博士、太常博士、国子助教 亲王府诸曹行参军、侍御史、太史令、左右监门府司马 太子直后、太子左右监门直长、太子侍医 太子左右卫率府司马、太子左右宗卫率府司马 太子左右虞候府司马、太子左右内率府司马 大兴、长安县丞、上州诸曹参军、上镇司马 | 无                           | 视从七品 | 上开府、开府长史、司马 上大将军、大将军府掾属 上柱国、嗣王、郡王、柱国府诸曹参军事 盐池总副监、盐州牧监、诸屯监 国子学生、侯伯国令 公国大农尉、典卫、雍州萨保 |
| 正八品上 | 宣威将军、明威将军、协律郎、都水丞、殿内将军 太子左右监门率府长史、太子内坊丞、太子勋卫 亲王府行参军、左右领军府录事参军、中镇长史 别将、下县令、中郡丞、中州录事参军、上州诸曹行参军 | 无                           | 视正八品 | 上仪同、仪同府长史、司马 上大将军、大将军府诸曹参军事 上柱国、嗣王、郡王、柱国府参军 上柱国、嗣王、郡王、柱国府诸曹行参军 行台诸监、同州诸监 盐池四面监、皮毛监、岐州监 同州总监丞、陇右牧总监丞、诸大冶监 雍州州都、郡正、主簿 子男国令、侯伯国大农尉、典卫 王、二王后国常侍                                 |
| 正八品下 | 襄威将军、厉威将军、殿中侍御史、掖庭令、宫闱令 上署令（公车、郊社、太庙、太祝、平准、太乐、骅骝、武库、典客 钩盾、左藏、太仓、太官、左尚方、右尚方、司染、典农、京市、鼓吹） 左右卫府录事参军、左右武卫府录事参军 左右武候府录事参军、左右领军府诸曹参军 太子左右监门率府司马、中州诸曹参军、内尚食丞、中戍主、上戍副 | 无                           | 视正八品 | 上仪同、仪同府长史、司马 上大将军、大将军府诸曹参军事 上柱国、嗣王、郡王、柱国府参军 上柱国、嗣王、郡王、柱国府诸曹行参军 行台诸监、同州诸监 盐池四面监、皮毛监、岐州监 同州总监丞、陇右牧总监丞、诸大冶监 雍州州都、郡正、主簿 子男国令、侯伯国大农尉、典卫 王、二王后国常侍                                 |
| 从八品上 | 威戎将军、讨寇将军、四门博士、主书 门下录事、尚书都事、监察御史、内谒者监、上关令 中署令（太医、右藏、黄藏、守宫、华林、上林、乘黄 龙厩、衣冠、左校、右校、牛羊、掌冶、导官、典牧） 下郡丞、下州录事参军、中州诸曹行参军、备身 左右卫府诸曹参军、左右武卫府诸曹参军 左右领左右府诸曹参军、左右武候府诸曹参军 左右领军府诸曹行参军、太子左右卫率府录事参军 太子左右宗卫府录事参军、下镇长史、太子翊卫                                               | 无                           | 视从八品 | 行台尚书、都事 上开府、开府诸曹参军 上大将军、大将军府参军事 上大将军、大将军府诸曹行参军 上柱国、嗣王、郡王、柱国府行参军 五岳、四渎、吴山令 盐池四面副监、皮毛副监 京兆郡正、诸州州都、主簿 行台诸副监、诸屯副监、诸中冶监 诸缘边交市监、盐池总监丞 雍州西曹书佐、诸曹从事、功曹 太学学生、子男国大农、典卫 |
| 从八品下 | 荡寇将军、荡难将军、亲王府长兼行参军、亲王府典签 员外将军、统军、太子三寺丞 中关令、奚官令、内仆令、下署令（诸陵、肴藏、崇玄 太卜、车府、清商、司仪、良酝、掌醢、甄官、廪牺） 左右卫府诸曹行参军、左右武卫府诸曹行参军 左右武候府诸曹行参军、领左右府铠曹行参军、左右监门府诸曹参军 太子左右卫率府诸曹参军、太子左右宗卫率府诸曹参军 太子左右虞候府诸曹参军、太子左右内率府诸曹参军 掌船局都尉、上镇诸曹参军、上县丞、上郡尉、上津尉、下州诸曹参军 | 无                           | 视从八品 | 行台尚书、都事 上开府、开府诸曹参军 上大将军、大将军府参军事 上大将军、大将军府诸曹行参军 上柱国、嗣王、郡王、柱国府行参军 五岳、四渎、吴山令 盐池四面副监、皮毛副监 京兆郡正、诸州州都、主簿 行台诸副监、诸屯副监、诸中冶监 诸缘边交市监、盐池总监丞 雍州西曹书佐、诸曹从事、功曹 太学学生、子男国大农、典卫 |
| 正九品上 | 殄寇将军、殄难将军、内谒者令 太学助教、大理寺律博士、诸校书郎 都水参军内史录事、左右监门府铠曹行参军、左右领军府行参军 太子备身、太子左右卫率府诸曹行参军、太子左右宗卫率府诸曹行参军 太子左右虞候府诸曹行参军、太子左右内率府铠曹行参军 下州诸曹行参军、上州行参军、中镇诸曹参军、上镇士曹行参军 内寺伯、中津尉、下关令、中县丞、中郡尉 | 无                           | 视正九品 | 开府法曹行参军 上仪同、仪同府诸曹参军 上大将军、大将军府行参军 上柱国、嗣王、郡王、柱国府典签 同州诸副监、岐州副监、诸小冶监 盐州牧监丞、诸大冶监丞、诸缘边交市副监 诸郡正、功曹、京兆郡主簿 雍州部郡从事、诸州西曹书佐 公国常侍、王、二王后国侍郎 公主家令、祭酒从事 诸州胡二百户以上萨保                    |
| 正九品下 | 扫寇将军、扫难将军、殿内司马督 太子食官令、太子典仓令、太子司藏令、太子典膳丞、太子药藏丞 太史丞、掖庭局丞、宫闱局丞、上署丞 尚医、典客署掌客、司辰师、军主 太子左右监门率府诸曹参军、左右卫府行参军 左右武卫府行参军、左右武候府行参军 上州典签、下戍主、中州行参军、上关丞、下郡尉 | 无                           | 视正九品 | 开府法曹行参军 上仪同、仪同府诸曹参军 上大将军、大将军府行参军 上柱国、嗣王、郡王、柱国府典签 同州诸副监、岐州副监、诸小冶监 盐州牧监丞、诸大冶监丞、诸缘边交市副监 诸郡正、功曹、京兆郡主簿 雍州部郡从事、诸州西曹书佐 公国常侍、王、二王后国侍郎 公主家令、祭酒从事 诸州胡二百户以上萨保                    |
| 从九品上 | 旷野将军、横野将军、掖庭局宫教博士、太祝、中署丞 太子厩牧令、太子校书、太子内坊丞直 左右监门率府铠曹行参军、左右监门府行参军 太子左右卫率府行参军、太子左右宗卫率府行参军 太子左右虞候府行参军、正字、中关丞、上津丞 下镇诸曹参军、中镇士曹行参军、下州行参军 中州典签、上县尉、下县丞 | 无                           | 视从九品 | 仪同府法曹行参军 上开府、开府行参军 上仪同、仪同府行参军 上开府、上大将军、大将军府典签 行台诸监丞、盐池四面监丞、诸中冶监丞 四门学生、诸郡主簿、皮毛监丞 诸州部郡从事、雍州武猛从事 大兴长安主簿、县正、功曹 侯伯国常侍、子男国常侍、公国侍郎                                                                |
| 从九品下 | 偏将军、裨将军 四门助教、书学博士、算学博士、治礼郎 员外司马督、幢主、奚官局丞、内仆局丞、下署丞、内谒者局丞 太子正字、太史监候、太官监膳、御府局监 左右校署监作、掖庭局监作、太史曹司历、诸乐师 下州典签、中津丞、中县尉 | 无                           | 视从九品 | 仪同府法曹行参军 上开府、开府行参军 上仪同、仪同府行参军 上开府、上大将军、大将军府典签 行台诸监丞、盐池四面监丞、诸中冶监丞 四门学生、诸郡主簿、皮毛监丞 诸州部郡从事、雍州武猛从事 大兴长安主簿、县正、功曹 侯伯国常侍、子男国常侍、公国侍郎                                                                |

### 唐代
唐代大体上沿袭了隋代的典章制度，当时可以通过科举、杂色入流以及恩荫三种途径入流，成为流内官。有资格恩荫的有王、公、侯、伯、子、男爵的庶子、三品以上职事官的曾孙、五品以上职事官的孙子或二品及以上勋官的儿子。
针对皇亲国戚，唐律有更加详细的规定：嗣王、郡王初出身从四品下叙，亲王诸子封郡王者从五品上，国公正六品上，县公从六品上，侯及伯子男并通降一等；皇亲缌麻以上及皇太后周亲正六品上叙、皇太后大功亲、皇后周亲从六品上，皇帝袒免亲、皇太后小功缌麻、皇后大功亲正七品上，皇后小功缌麻、皇太子妃周亲从七品上；一品子正七品上叙，至从三品递降一等，从五品子从八品下叙，国公子亦从八品下叙。三品以上荫曾孙，五品以上荫孙，孙降子一等，曾孙降孙一等，赠官降正官一等。
针对文武百官，唐律规定有两种门荫入流方式，一种是门荫入仕、另一种是入学馆就学后再入仕。所有五品以上官的子孙门荫入仕时大部分进入千牛、亲、勋、翊卫中的一卫充任将领，根据长辈职事官阶，其子孙所充任的官阶也不尽一样。三品以上职事官子/孙、四品官儿子在千牛为正六品下阶，在太子千牛则为正七品上阶；三品以上子、二品以上孙在亲卫为正七品上阶；四品子、三品孙、二品以上曾孙在勋卫及太子亲卫为从七品上阶；四品孙、五品子/孙、三品曾孙、勋官三品以上有封及国公子所在的翊卫及太子勋卫为正八品上阶，在太子翊卫为从八品上阶。若是通过学馆就学，则可以选择就学于太学、国子监、崇文馆或弘文馆。弘文馆和崇文馆各有名额三十人，限三品以上亲贵子弟入学；国子监有名额三百人，限三品以上及国公子/孙，从二品以上曾孙；太学有名额五百人，限五品以上及郡县公子/孙，从三品曾孙才能入学。
下表为开元二十五年时流内官官制：
| 品阶     | 职事官 | 文散官       | 武散官                | 爵             | 勋         |
| -------- | --- | ------------ | --------------------- | -------------- | ---------- |
| 正一品   | 太师、太傅、太保、太尉、司徒、司空 | 无           | 无                    | 王爵           | 无         |
| 从一品   | 太子太师、太子太傅、太子太保 | 开府仪同三司 | 骠骑大将军            | 嗣王 郡王 国公 | 无         |
| 正二品   | 无 | 特进         | 辅国大将军            | 开国郡公       | 上柱国     |
| 从二品   | 太子少师、太子少傅、太子少保、尚书左右仆射 大都督、大都护、京兆、河南、太原府牧 | 光禄大夫     | 镇军大将军            | 开国县公       | 柱国       |
| 正三品   | 侍中、中书令、太常卿、太子宾客、太子詹事、中都督、上都护 吏部、户部、礼部、兵部、刑部、工部尚书 左右卫、左右骁卫、左右武卫、左右威卫、左右领军卫 左右金吾卫、左右监门卫、左右羽林军、左右千牛卫等大将军 | 金紫光禄大夫 | 冠军大将军 怀化大将军 | 无             | 上护军     |
| 从三品   | 御史大夫、左右散骑常侍、国子祭酒、秘书监、殿中监、少府监 光禄、卫尉、宗正、太仆、大理、鸿胪、司农、太府卿 亲王傅、将作大匠、诸卫羽林千牛将军 上州刺史、大都督府长史、下都督、大都护府副都护 | 银青光禄大夫 | 云麾将军 归德将军     | 开国侯         | 护军       |
| 正四品上 | 黄门侍郎、中书侍郎、尚书左丞、吏部侍郎 太常少卿、太子左庶子、太子少詹事 太子左右卫、左右司御、左右清道、左右内率、左右监门率府率 中州刺史、军器监、上都护府副都护、上府折冲都尉 | 正议大夫     | 忠武将军              | 开国伯         | 上轻车都尉 |
| 正四品下 | 尚书右丞、尚书中司侍郎、太子右庶子、太子左右谕德、下州刺史 左右千牛卫、左右监门卫中郎将、亲勋翊卫羽林中郎将 | 通议大夫     | 壮武将军              | 开国伯         | 上轻车都尉 |
| 从四品上 | 秘书少监、殿中少监、太子家令、太子率更令、太子仆、内侍 光禄、卫尉、宗正、太仆、大理、鸿胪、司农、太府少卿 太子左右卫、司御、清道、内率、监门副率、太子亲勋翊卫中郎将 大都护府、亲王府长史 | 太中大夫     | 宣威将军              | 无             | 轻车都尉   |
| 从四品下 | 国子司业、少府少监、将作少匠、上州别驾、京兆、河南、太原府少尹 中府折冲都尉、大都督、大都护府、亲王府司马 | 中大夫       | 明威将军              | 无             | 轻车都尉   |
| 正五品上 | 谏议大夫、御史中丞、给事中、中书舍人 太子中允、太子左右赞善大夫、国子博士、都水使者 万年、长安、河南、洛阳、太原、晋阳、奉先县令、亲勋翊卫羽林郎将 中都督、上都护府长史、亲王府谘议参军、亲王府典军 | 中散大夫     | 定远将军              | 开国子         | 上骑都尉   |
| 正五品下 | 太子中舍人、尚食、尚药奉御、太子亲勋翊卫郎将、内常侍 中州别驾、下府折冲都尉、中都督、上都护府司马 | 朝议大夫     | 宁远将军              | 开国子         | 上骑都尉   |
| 从五品上 | 尚书左右司诸司郎中、秘书丞、著作郎、太子洗马、殿中丞 尚衣、尚舍、尚乘、尚辇奉御 献陵、昭陵、乾陵、恭陵、定陵、桥陵等令 亲王府副典军、下都督府上州长史、下州别驾 | 朝请大夫     | 游骑将军              | 开国男         | 骑都尉     |
| 从五品下 | 大理正、太常丞、太史令、内给事、太子典内、上牧监、亲王友、宫苑总监 驸马都尉、奉车都尉、上府果毅都尉、下都督府上州司马 | 朝散大夫     | 游击将军              | 开国男         | 骑都尉     |
| 正六品上 | 太学博士、太子詹事丞、太子司议郎、太子舍人、太子典膳、药藏郎 亲勋翊卫校尉、亲王府掾属、武库中尚署令、诸卫左右司阶 中州长史、京兆、河南、太原府诸县令 镇军兵满二万人以上司马、中府果毅都尉 | 朝议郎       | 昭武校尉              | 无             | 骁骑尉     |
| 正六品下 | 千牛备身、备身左右、太子文学 下州长史、中州司马、内谒者监、中牧监、上牧副监、上镇将 | 承议郎       | 昭武副尉              | 无             | 骁骑尉     |
| 从六品上 | 起居郎、起居舍人、尚书诸司员外郎、大理司直、国子助教 光禄、卫尉、宗正、太仆、大理、鸿胪、司农、太府寺丞 城门郎、符宝郎、通事舍人、秘书郎、著作佐郎、侍御医 诸卫羽林长史、两京市令、左右监门校尉、亲勋翊卫旅帅、镇军兵不满二万人司马 下州司马、诸州上县令、亲王文学、亲王府主簿、记室、录事参军、诸率府左右司阶 | 奉议郎       | 振威校尉              | 无             | 飞骑尉     |
| 从六品下 | 侍御史、少府、将作、国子监丞、太公庙令 王府校尉、太子内直、典设、宫门郎、宫苑总监副监 司农寺诸园苑监、下牧监、互市监、中牧副监、下府果毅都尉 | 通直郎       | 振威副尉              | 无             | 飞骑尉     |
| 正七品上 | 四门博士、詹事司直、军器监丞、尚食、尚药直长 左右千牛卫长史、太子千牛、太子左右卫、司御、清道率府长史 诸州中县令、中镇将、亲勋翊卫队正、亲王府诸曹参军亲卫 大都督、大都护府录事参军、京兆、河南、太原府司录参军、亲勋翊卫副队正 | 朝请郎       | 致果校尉              | 无             | 云骑尉     |
| 正七品下 | 内寺伯、太子通事舍人、尚衣、尚舍、尚乘、尚辇直长 下牧副监、诸仓、诸冶、司竹、温汤监 大都督、大都护府诸曹参军、中都督、上都护府录事参军 诸卫左右中候、上镇副、下镇将、上府别将、司史 | 宣德郎       | 致果副尉              | 无             | 云骑尉     |
| 从七品上 | 殿中侍御史、左右补阙、太常博士、太学助教、门下省录事、尚书都事、中书省主书 九寺主簿、太子詹事主簿、左右监门直长、太子左右内率、监门率府长史 太子侍医、太子三寺丞、都水监丞、诸州中下县令、亲王府东西閤祭酒 京县丞、下都督府、上州录事参军、中都督、上都护府诸曹参军、中府别将、长史 中镇副、勋卫太子亲卫 | 朝散郎       | 翊麾校尉              | 无             | 武骑尉     |
| 从七品下 | 太史局丞、御史台、少府、将作、国子监主簿、掖庭、宫闱局令、上署令（郊社 太乐、鼓吹、太医、太官、左藏、乘黄、典厩、典客、上林、太仓、平准、常平 左尚、右尚、典牧）、诸州下县令、太庙诸陵署丞、太子左右监门直长、太子内坊丞 司农寺诸园苑副监、宫苑总监丞、下都督府诸曹参军、亲王国令、亲王府旅帅、公主家令 诸屯监、上州诸司参军、下府别将、长史下镇副 诸率府左右中候、镇军兵满二万人以上诸曹判司、诸折冲府校尉                                                                         | 宣义郎       | 翊麾副尉              | 无             | 武骑尉     |
| 正八品上 | 监察御史、协律郎、中署令（钩盾、右藏、织染、掌冶）、大医署医博士 太子典膳药藏丞、军器监主簿、武库署丞、两京市署丞、上牧监丞、亲王府执仗、执乘亲事 诸卫羽林录事参军、中州录事参军、翊卫、太子勋卫、镇军兵不满二万以上诸曹判司 | 给事郎       | 宣节校尉              | 无             | 无         |
| 正八品下 | 奚官、内仆、内府局令、下署令（太卜、廪牺、珍羞、良酝、掌醢、守宫、武器、车府 司仪崇玄、导官、左校、中校、右校、甄官、河渠、弩坊、甲坊）、备身、尚药局司医 太子内直宫门局丞、太公庙丞、诸宫农圃监、互市监丞、司竹副监、司农寺诸园苑监丞 中州诸司参军、亲王府、京兆、河南、太原府大都督、大都护府参军、诸卫羽林诸曹参军 京兆、河南、太原诸县丞、上戍主、诸卫左右司戈、灵台郎 | 征事郎       | 宣节副尉              | 无             | 无         |
| 从八品上 | 左右拾遗、太医署针博士、四门助教、诸仓、诸冶、司竹、温汤监丞、左右千牛卫录事参军 下州录事参军、中都督、上都护府参军、太子左右卫、司御、清道、内率府录事参军 太子翊卫、亲王府行参军、诸折冲府旅帅、京兆、河南、太原府、大都督府博士 诸州上县丞、中牧监丞、京县主簿、保章正 | 承奉郎       | 御侮校尉              | 无             | 无         |
| 从八品下 | 太子左右春坊录事、大理评事、中书、门下、尚书都省、兵部、吏部、考功、礼部主事 太子诸署令、上署丞、律学博士、太医署丞、都水监主簿、内谒者、掖庭、宫闱局丞 左右千牛卫诸曹参军、京县尉、亲王国大农、公主家丞、亲王府队正、亲王府典签 太子左右卫、司御、清道率府诸曹参军、太子备身、诸屯监丞、上关令、诸率府左右司戈 下州诸司参军、下都督府、上州参军、中都督、下都督府、上州博士 诸州中县丞、上府兵曹、上镇仓曹、兵曹参军、挈壶正、中戍主、上戍副                                       | 承务郎       | 御侮副尉              | 无             | 无         |
| 正九品上 | 校书郎、太祝、太子左右内率、监门率府录事参军、太子内坊典直、中署丞、典客署掌客 亲勋翊卫府羽林兵曹参军、岳渎令、诸津令、下牧监丞、诸州中下县丞、中州博士 京兆、河南、太原府诸县主簿、武库署监事 | 儒林郎       | 仁勇校尉              | 无             | 无         |
| 正九品下 | 正字、太子校书、奚官、内仆丞、内府局丞、下署丞、尚食局食医、尚药局医佐、尚辇局掌辇 尚乘局奉乘、司库、司廪、太史局司辰、典厩署主乘、太子左右内率、监门率府诸曹参军 太子三寺主簿、詹事府录事、太子亲勋翊卫府兵曹参军、诸州下县丞、诸州上县主簿 中州参军、下州博士、京兆河南太原府诸县尉、上牧监主簿、诸宫农圃监丞、中关令 中府兵曹、亲王国尉、上关丞、诸卫左右执戟、中镇兵曹参军、下戍主、诸折冲队正                                                                                  | 登仕郎       | 仁勇副尉              | 无             | 无         |
| 从九品上 | 尚书、御史台、秘书省、殿中省主事、奉礼郎、律学助教、太子正字、弘文馆校书 市令、太医署医助教、京兆、河南、太原府九寺少府、将作监录事、都督、都护府、上州录事 宫苑总监主簿、诸州中下县主簿、中牧监主簿、诸州上县、中县尉、下府兵曹、大史局司历 | 文林郎       | 陪戎校尉              | 无             | 无         |
| 从九品下 | 内侍省主事、国子监、亲王府录事、太子左右春坊主事、崇文馆校书、书学博士、算学博士 门下典仪、太医署按摩、祝禁博士、太卜署卜博士、太医署针助教、太医署医正、亲王国丞 太卜署卜正、太史局监候、太子典仓署园丞、太子厩牧署典乘、掖庭局宫教博士、京县录事 太子诸署丞、诸监作诸监事计官、太官署监膳、太乐鼓吹署乐正、亲王府队副、大理寺狱丞 中州下州医博士、诸州中下县尉、下牧监主簿、下关令、中关丞、诸卫羽林长上、下州参军 公主邑司录事诸津丞、下镇兵曹参军、诸折冲府队副、诸率府左右执戟 | 将仕郎       | 陪戎副尉              | 无             | 无         |

### 书目
- 《通典》
- 《隋书》
- 《旧唐书》
- 《新唐书》
- 《玉海》

### 脚注
1. ↑  《通典》职官二十一·秩品四：“其六官之外兼用秦汉等官及州郡官吏之数并未详按九命之中分为正命「若今之上下阶」谓王朝之官为内命谓诸侯及州县官为外命”
2. ↑  《玉海》卷一二七：“隋置九品品各有从自四品以下每品分为上下凡三十阶自太师始焉谓之流内流内自此始焉”
3. ↑  《玉海》卷一二七：“大唐自流内以上并因隋制「开元二十五年定二文㪚凡二十九阶武散凡十九阶」又置视正五品视从七品以除萨宝及符祅正谓之视流内又置勋品九品勋品自齐梁有之自诸卫录事及五省令史始焉谓之流外”
4. ↑  《新唐书》志第三十六·百官一：“凡流外九品取其书计时务其校试铨注与流内略同谓之小选”
5. ↑  《玉海》卷一一八：“唐考功四善二十七最考簿考课令百官志考功郎中员外郎掌文武百官功过善恶之考法及其行状其考法凡百司之长岁校其属功过差以九等大合众而读之流内之官叙以四善[...]”
6. ↑  《新唐书》志第三十六·百官一：“流内之官叙以四善一曰德义有闻二曰清慎明著三曰公平可称四曰恪勤匪懈善状之外有二十七最一曰献可替否拾遗补阙为近侍之最二曰铨衡人物擢尽才良为选司之最三曰扬清激浊褒贬必当为考校之最四曰礼制仪式动合经典为礼官之最五曰音律克谐不失节奏为乐官之最六曰决断不滞与夺合理为判事之最七曰部统有方警守无失为宿卫之最八曰兵士调习戎装充备为督领之最九曰推鞫得情处断平允为法官之最十曰雠校精审明于刊定为校正之最十一曰承旨敷奏吐纳明敏为宣纳之最十二曰训导有方生徒克业为学官之最十三曰赏罚严明攻战必胜为军将之最十四曰礼义兴行肃清所部为政教之最十五曰详录典正词理兼举为文史之最十六曰访察精审弹举必当为纠正之最十七曰明于勘覆稽失无隐为句检之最十八曰职事修理供承强济为监掌之最十九曰功课皆充丁匠无怨为役使之最二十曰耕耨以时收获成课为屯官之最二十一曰谨于盖藏明于出纳为仓库之最二十二曰推步盈虚究理精密为历官之最二十三曰占候医卜效验多者为方术之最二十四曰检察有方行旅无壅为关津之最二十五曰市廛弗扰奸滥不行为市司之最二十六曰牧养肥硕蕃息孳多为牧官之最二十七曰边境清肃城隍修理为镇防之最”
7. ↑  《隋书》志第二十三：“诸省及左右卫武候领左右监门府为内官自馀为外官”
8. ↑  《通典》职官二十一·秩品四：“隋官品令「此开皇中制也至炀帝除上下阶唯留正从九品其馀官品亦多升降」流内正一品太师太傅太保王「爵」太尉公司徒公司空公从一品上柱国郡王「爵」国公「爵」开国郡公「爵」开国县公「爵」正二品柱国太子太师太子太傅太子太保特进尚书令左右光禄大夫开国侯「爵」从二品上大将军尚书左右仆射雍州牧金紫光禄大夫正三品大将军吏部尚书太常卿光禄卿卫尉卿太子少师太子少傅太子少保纳言内史令左右卫大将军左右武卫大将军左右武候大将军领左右大将军礼部尚书兵部尚书都官尚书度支尚书工部尚书宗正卿太仆卿大理卿鸿胪卿司农卿太府卿上州刺史京兆尹秘书监银青光禄大夫开国伯「爵」从三品上开府仪同三司散骑常侍左右卫将军左右武卫将军左右武候将军领左右将军左右监门将军国子祭酒御史大夫将作大匠中州刺史亲王师朝议大夫正四品骠骑将军开府仪同三司太常少卿光禄少卿卫尉少卿太子左右卫率太子左右宗卫率太子左右内率尚书吏部侍郎给事黄门侍郎太子左庶子宗正少卿太仆少卿大理少卿鸿胪少卿司农少卿太府少卿下州刺史以前上阶内史侍郎太子右庶子通直散骑常侍左右监门郎将朝散大夫开国子「爵」从四品上仪同三司尚书左丞太子左右卫副率太子左右宗卫副率太子左右内副率太子左右监门率上郡太守雍州别驾亲王府长史太子家令太子率更令太子仆内侍城门校尉以前上阶尚书右丞上镇将雍州赞治直閤将军亲王府司马谏议大夫正五品车骑将军仪同三司内常侍秘书丞国子博士散骑侍郎太子内舍人太子左右监门副率员外散骑常侍上州长史亲王府谘议参军开国男「爵」以前上阶尚食典御尚药典御上州司马从五品著作郎通直散骑侍郎中郡太守直寝太子洗马中州长史奉车都尉以前上阶都水使者治书侍御史大兴长安令大理司直直斋太子直閤京兆郡丞中州司马中镇将上镇副内给事驸马都尉亲王友员外散骑侍郎正六品翊军将军翊师将军尚书诸曹侍郎内史舍人下郡太守大都督亲王府掾属下州长史以前上阶四征将军「东南西北」三将军「内军镇军抚军」大理正监评千牛备身左右　左右监门校尉内尚食典御御府监符玺监殿内监太子内直监下州司马下镇将中镇副从六品四平将军「平东平西平南平北」四将军「前军后军左军右军」通事舍人亲王文学帅都督左右领军府长史太子直寝亲王府主簿亲王府录事参军太子门大夫给事上县令以前上阶冠军将军辅国将军太子舍人直后三寺丞亲王府功曹记室仓户曹等参军城门直长太子直斋太子副直监太子典内左右领军府司马下镇副正七品镇远将军安远将军员外散骑侍郎御医左右卫府长史左右武卫府长史左右武候府长史领左右府长史亲卫亲王府诸曹参军事以前上阶建威将军宁朔将军六寺丞秘书郎著作佐郎太子千牛备身太子备身左右尚食直长尚药直长左右监门直长太子通事舍人左右卫府司马左右武卫府司马领左右府司马左右武候府司马都督太子典膳监太子药藏监太子斋帅上戍主从七品宁远将军振威将军左右监门府长史太子左右卫率府长史太子左右宗卫率府长史太子左右虞候府长史太子左右内率府长史符玺直长御府直长殿内直长上州录事参军左右领军府掾属亲王府东西閤祭酒中县令上郡丞太子亲卫将作丞勋卫亲王府参军事上镇长史以前上阶伏波将军轻车将军太学博士太常博士武骑常侍奉朝请国子助教亲王府诸曹行参军太子直后太子左右监门直长大兴长安县丞太子侍医侍御史太史令上州诸曹参军左右监门府司马太子左右卫率府司马太子左右宗卫率府司马太子左右虞候府司马太子左右内率府司马上镇司马正八品宣威将军明威将军协律郎都水丞殿内将军太子左右监门率府长史别将下县令中郡丞中州录事参军上州诸曹行参军亲王府行参军左右领军府录事参军中镇长史太子内坊丞太子勋卫以前上阶襄威将军厉威将军殿中侍御史掖庭令宫闱令上署令「公车郊社太庙太祝平准太乐骅骝武库典客钩盾左藏太仓太官左尚方右尚方司染典农京市鼓吹」太子左右监门率府司马中州诸曹参军左右卫府录事参军左右武卫府录事参军左右武候府录事参军左右领军府诸曹参军内尚食丞中戍主上戍副从八品威戎将军讨寇将军四门博士主书门下录事尚书都事监察御史内谒者监上关令中署令「太医右藏黄藏守宫华林上林乘黄龙厩衣冠左校右校牛羊掌冶导官典牧」下郡丞下州录事参军中州诸曹行参军备身左右卫府诸曹参军左右武卫府诸曹参军左右领左右府诸曹参军左右武候府诸曹参军左右领军府诸曹行参军太子左右卫率府录事参军太子左右宗卫府录事参军下镇长史太子翊卫以前上阶荡寇将军荡难将军亲王府长兼行参军亲王府典签员外将军统军太子三寺丞中关令奚官令内仆令下署令「诸陵肴藏崇玄太卜车府清商司仪良酝掌醢甄官廪牺」上津尉下州诸曹参军左右卫府诸曹行参军左右武卫府诸曹行参军左右武候府诸曹行参军领左右府铠曹行参军左右监门府诸曹参军太子左右卫率府诸曹参军太子左右宗卫率府诸曹参军太子左右虞候府诸曹参军太子左右内率府诸曹参军掌船局都尉上镇诸曹参军上县丞上郡尉正九品殄寇将军殄难将军太学助教太子备身大理寺律博士诸校书郎都水参军内史录事内谒者令内寺伯中县丞下关令中津尉下州诸曹行参军上州行参军左右监门府铠曹行参军太子左右卫率府诸曹行参军太子左右宗卫率府诸曹行参军太子左右虞候府诸曹行参军太子左右内率府铠曹行参军左右领军府行参军中镇诸曹参军上镇士曹行参军中郡尉以前上阶扫寇将军扫难将军殿内司马督太子食官令太子典仓令太子司藏令尚医军主太史丞掖庭局丞宫闱局丞上署丞太子左右监门率府诸曹参军中州行参军左右卫府行参军左右武卫府行参军左右武候府行参军上州典签下戍主上关丞太子典膳丞太子药藏丞下郡尉典客署掌客司辰师从九品旷野将军横野将军掖庭局宫教博士太祝太子厩牧令太子校书下县丞中署丞左右监门率府铠曹行参军下州行参军中州典签左右监门府行参军太子左右卫率府行参军太子左右宗卫率府行参军太子左右虞候府行参军正字太子内坊丞直中关丞上津丞下镇诸曹参军中镇士曹行参军上县尉以前上阶偏将军裨将军四门助教书学博士算学博士治礼郎员外司马督幢主奚官局丞内仆局丞下署丞下州典签内谒者局丞中津丞中县尉太子正字太史监候太官监膳御府局监左右校署监作掖庭局监作太史曹司历诸乐师视流内视正二品行台尚书令视从二品上总管行台尚书仆射视正三品中总管行台诸曹尚书视从三品下总管视从四品行台尚书左右丞视从五品同州总监陇右牧总监视正六品行台诸曹侍郎视从六品上柱国嗣王郡王柱国府长史司马上柱国嗣王郡王柱国府谘议参军盐池总监同州总副监陇右牧总副监王二王后国令视正七品上大将军大将军府长史司马上柱国嗣王郡王柱国府掾属嗣王文学公国令王二王后大农尉典卫视从七品上开府开府长史司马上大将军大将军府掾属上柱国嗣王郡王柱国府诸曹参军事盐池总副监盐州牧监诸屯监国子学生侯伯国令公国大农尉典卫雍州萨保视正八品上仪同仪同府长史司马上大将军大将军府诸曹参军事上柱国嗣王郡王柱国府参军上柱国嗣王郡王柱国府诸曹行参军行台诸监同州诸监盐池四面监皮毛监岐州监同州总监丞陇右牧总监丞诸大冶监雍州州都郡正主簿子男国令侯伯国大农尉典卫王二王后国常侍视从八品行台尚书都事上开府开府诸曹参军上大将军大将军府参军事上大将军大将军府诸曹行参军上柱国嗣王郡王柱国府行参军五岳四渎吴山令盐池四面副监皮毛副监诸州州都主簿行台诸副监诸屯副监诸中冶监诸缘边交市监盐池总监丞雍州西曹书佐诸曹从事京兆郡正功曹太学学生子男国大农典卫视正九品开府法曹行参军上仪同仪同府诸曹参军上大将军大将军府行参军上柱国嗣王郡王柱国府典签同州诸副监岐州副监诸小冶监盐州牧监丞诸大冶监丞诸缘边交市副监诸郡正功曹京兆郡主簿雍州部郡从事诸州西曹书佐祭酒从事公国常侍王二王后国侍郎公主家令诸州胡二百户以上萨保视从九品仪同府法曹行参军上开府开府行参军上大将军大将军府典签上仪同仪同府行参军上开府典签行台诸监丞盐池四面监丞皮毛监丞诸中冶监丞四门学生诸郡主簿诸州部郡从事雍州武猛从事大兴长安县正功曹大兴长安县主簿侯伯国常侍子男国常侍公国侍郎”
9. ↑  《通典》职官二十二·秩品五：“大唐官品流内正一品太师太傅太保太尉司徒司空王从一品开府仪同三司太子太师太子太傅太子太保骠骑大将军嗣王郡王国公正二品特进辅国大将军开国郡公上柱国从二品尚书左右仆射太子少师太子少傅太子少保京兆河南太原府牧大都督大都护光禄大夫镇军大将军开国县公柱国正三品侍中中书令吏部尚书左右卫左右骁卫左右武卫左右威卫左右领军卫左右金吾卫左右监门卫左右羽林军左右千牛卫等大将军户部礼部兵部刑部工部尚书太子宾客太常卿太子詹事中都督上都护金紫光禄大夫冠军大将军怀化大将军上护军从三品御史大夫秘书监光禄卫尉宗正太仆大理鸿胪司农太府卿左右散骑常侍国子祭酒殿中监少府监将作大匠诸卫羽林千牛将军下都督上州刺史大都督府长史大都护府副都护亲王傅银青光禄大夫开国侯云麾将军归德将军护军正四品黄门侍郎中书侍郎尚书左丞尚书吏部侍郎太常少卿太子左庶子太子少詹事太子左右卫左右司御左右清道左右内率左右监门率府率中州刺史军器监上都护府副都护上府折冲都尉正议大夫开国伯忠武将军上轻车都尉以前上阶尚书右丞尚书中司侍郎太子右庶子太子左右谕德左右千牛卫左右监门卫中郎将亲勋翊卫羽林中郎将下州刺史通议大夫壮武将军从四品秘书少监八寺少卿殿中少监太子家令太子亲勋翊卫中郎将太子左右卫司御清道内率监门副率太子率更令太子仆内侍大都护府亲王府长史太中大夫宣威将军轻车都尉以前上阶国子司业少府少监将作少匠京兆河南太原府少尹上州别驾大都督大都护府亲王府司马中府折冲都尉中大夫明威将军正五品谏议大夫御史中丞国子博士给事中中书舍人太子中允太子左右赞善大夫都水使者万年长安河南洛阳太原晋阳奉先县令亲勋翊卫羽林郎将中都督上都护府长史亲王府谘议参军亲王府典军中散大夫开国子定远将军上骑都尉以前上阶太子中舍人尚食尚药奉御太子亲勋翊卫郎将内常侍中都督上都护府司马中州别驾下府折冲都尉朝议大夫宁远将军从五品尚书左右司诸司郎中秘书丞著作郎太子洗马殿中丞尚衣尚舍尚乘尚辇奉御献陵昭陵乾陵恭陵定陵桥陵等令亲王府副典军下都督府上州长史下州别驾朝请大夫开国男游骑将军骑都尉以前上阶大理正太常丞太史令内给事太子典内上牧监下都督府上州司马驸马都尉奉车都尉亲王友宫苑总监上府果毅都尉朝散大夫游击将军正六品太学博士太子詹事丞太子司议郎太子舍人中州长史亲勋翊卫校尉太子典膳药藏郎京兆河南太原府诸县令镇军兵满二万人以上司马朝议郎昭武校尉骁骑尉亲王府掾属武库中尚署令诸卫左右司阶中府果毅都尉以前上阶千牛备身备身左右太子文学下州长史中州司马内谒者监中牧监上牧副监上镇将承议郎昭武副尉从六品起居郎起居舍人尚书诸司员外郎八寺丞大理司直国子助教城门郎符宝郎通事舍人秘书郎著作佐郎侍御医诸卫羽林长史两京市令下州司马左右监门校尉亲勋翊卫旅帅亲王文学亲王府主簿记室录事参军诸州上县令诸率府左右司阶镇军兵不满二万人司马奉议郎振威校尉飞骑尉以前上阶侍御史少府将作国子监丞太公庙令太子内直典设宫门郎司农寺诸园苑监王府校尉下牧监宫苑总监副监互市监中牧副监下府果毅都尉通直郎振威副尉正七品四门博士詹事司直左右千牛卫长史尚食尚药直长太子左右卫司御清道率府长史军器监丞太子千牛诸州中县令亲勋翊卫队正京兆河南太原府司录参军大都督大都护府录事参军亲勋翊卫副队正中镇将亲王府诸曹参军亲卫朝请郎致果校尉云骑尉以前上阶尚衣尚舍尚乘尚辇直长太子通事舍人内寺伯京兆河南太原府大都督大都护府诸曹参军中都督上都护府录事参军诸仓诸冶司竹温汤监诸卫左右中候上府别将司史上镇副下镇将下牧副监宣德郎致果副尉从七品殿中侍御史左右补阙太常博士太学助教门下省录事尚书都事中书省主书九寺主簿太子詹事主簿左右监门直长太子左右内率监门率府长史太子侍医太子三寺丞都水监丞诸州中下县令亲王府东西閤祭酒京县丞下都督府上州录事参军中都督上都护府诸曹参军中府别将长史中镇副勋卫太子亲卫朝散郎翊麾校尉武骑尉以前上阶太史局丞御史台少府将作国子监主簿掖庭宫闱局令上署令郊社太乐鼓吹太医太官左藏乘黄典厩典客上林太仓平准常平左尚右尚典牧诸州下县令太庙诸陵署丞司农寺诸园苑副监太子左右监门直长宫苑总监丞下都督府诸曹参军太子内坊丞亲王国令公主家令上州诸司参军亲王府旅帅下府别将长史下镇副诸屯监诸率府左右中候镇军兵满二万人以上诸曹判司诸折冲府校尉宣义郎翊麾副尉正八品监察御史协律郎诸卫羽林录事参军中署令钩盾右藏织染掌冶中州录事参军翊卫太子勋卫大医署医博士太子典膳药藏丞军器监主簿武库署丞两京市署丞上牧监丞亲王府执仗执乘亲事镇军兵不满二万以上诸曹判司给事郎宣节校尉以前上阶奚官内仆内府局令下署令太卜廪牺珍羞良酝掌醢守宫武器车府司仪崇玄导官左校中校右校甄官河渠弩坊甲坊备身诸卫羽林诸曹参军中州诸司参军亲王府京兆河南太原府大都督大都护府参军尚药局司医京兆河南太原诸县丞太子内直宫门局丞太公庙丞诸宫农圃监互市监丞司竹副监司农寺诸园苑监丞灵台郎上戍主诸卫左右司戈徵事郎宣节副尉从八品左右拾遗太医署针博士四门助教左右千牛卫录事参军下州录事参军诸州上县丞中牧监丞京县主簿太子左右卫司御清道内率府录事参军中都督上都护府参军太子翊卫亲王府行参军京兆河南太原府大都督府博士诸仓诸冶司竹温汤监丞保章正诸折冲府旅帅承奉郎御侮校尉以前上阶大理评事律学博士太医署丞太子左右春坊录事左右千牛卫诸曹参军内谒者太子左右卫司御清道率府诸曹参军太子备身下州诸司参军太子诸署令掖庭宫闱局丞都水监主簿中书门下尚书都省兵部吏部考功礼部主事上署丞下都督府上州参军中都督下都督府上州博士诸州中县丞亲王府典签京县尉亲王国大农公主家丞亲王府队正诸屯监丞上关令上府兵曹上镇仓曹兵曹参军挈壼正中戍主上戍副诸率府左右司戈承务郎御侮副尉正九品校书郎太祝太子左右内率监门率府录事参军太子内坊典直中署丞典客署掌客亲勋翊卫府羽林兵曹参军岳渎令诸津令下牧监丞诸州中下县丞中州博士京兆河南太原府诸县主簿武库署监事儒林郎仁勇校尉以前上阶正字太子校书奚官内仆丞内府局丞下署丞尚食局食医尚药局医佐尚辇局掌辇尚乘局奉乘司库司廪太史局司辰典厩署主乘太子左右内率监门率府诸曹参军太子三寺主簿詹事府录事太子亲勋翊卫府兵曹参军诸州下县丞诸州上县主簿中州参军下州博士京兆河南太原府诸县尉上牧监主簿诸宫农圃监丞中关令中府兵曹亲王国尉上关丞诸卫左右执戟中镇兵曹参军下戍主诸折冲队正登仕郎仁勇副尉从九品尚书御史台秘书省殿中省主事奉礼郎律学助教太子正字弘文馆校书大史局司历太医署医助教京兆河南太原府九寺少府将作监录事都督都护府上州录事市令宫苑总监主簿诸州中下县主簿中牧监主簿诸州上县中县尉下府兵曹文林郎陪戎校尉以前上阶内侍省主事国子监亲王府录事太子左右春坊主事崇文馆校书书学博士算学博士门下典仪太医署按摩祝禁博士太卜署卜博士太医署针助教太医署医正太卜署卜正太史局监候亲王国丞太子典仓署园丞太子厩牧署典乘掖庭局宫教博士太子诸署丞诸监作诸监事计官太官署监膳太乐鼓吹署乐正亲王府队副大理寺狱丞下州参军中州下州医博士诸州中下县尉京县录事下牧监主簿下关令中关丞诸卫羽林长上公主邑司录事诸津丞下镇兵曹参军诸折冲府队副诸率府左右执戟将仕郎陪戎副尉”